# Палимпсест (планетология)

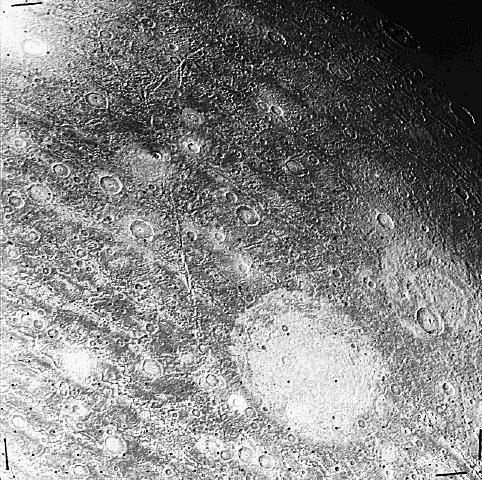
Факула Мемфис (светлое пятно снизу справа) на Ганимеде (снимок Вояджера-2)

Палимпсест в планетологии — это древний кратер на ледяном спутнике во Внешней Солнечной системе, рельеф которого выровнялся благодаря движению ледяной поверхности («вязкое распрямление») или последующим криовулканическим выбросам, оставив круглое светлое пятно, возможно — с «призраком» вала. Ледяная поверхность таких спутников, как Каллисто и Ганимед, сохраняет в этих пятнах намёки на их историю. Типичный пример — факула Мемфис на Ганимеде, палимпсест диаметром 340 километров.